# Upłazkowa Przełączka
Upłazkowa Przełączka – znajdująca się na wysokości ok. 1600 m przełęcz między Upłazkową Turnią (1640 m) a masywem Upłaziańskiej Kopy (1796 m), wznoszącymi się po wschodniej stronie Doliny Kościeliskiej w Tatrach Zachodnich. W zachodniej części należącej do tej ostatniej Równi nad Karczmą znajduje się zwornik, od którego odbiega grzbiet, poprzez Upłaziańską Przełączkę, Upłaziańską Turnię i Saturna opadający do dna Doliny Kościeliskiej. Zachodnie zbocza spod przełęczy opadają stromo do Pisaniarskiego Żlebu, wschodnie do polodowcowego kotła Przednie Kamienne.
Dawniej przełęcz ta nazywana była Przełączką nad Pisaną, a nazwa pochodziła od Polany Pisanej. Rejon przełęczy i okoliczne turnie zbudowane są ze skał wapiennych i dolomitów porośniętych niską murawą z licznie zakwitającymi latem gatunkami roślinności alpejskiej.

## Przypisy

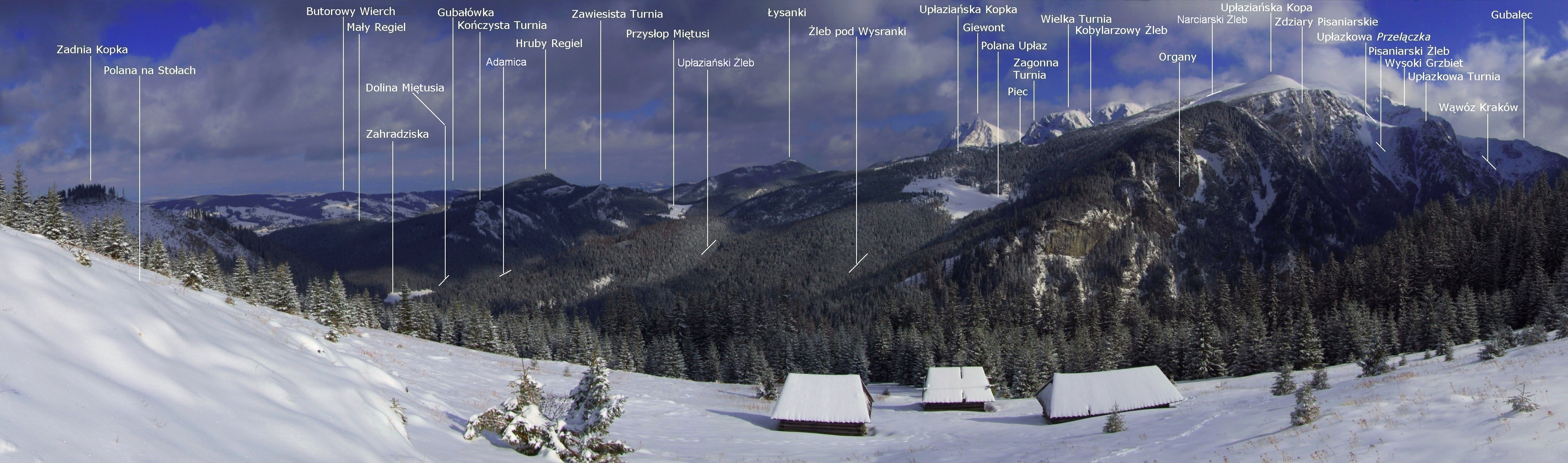
Widok z Polany na Stołach